# Ruedi Zahner
Ruedi Zahner (* 7. Februar 1957) ist ein ehemaliger Schweizer Fussballspieler (Positionen: Verteidigung und Mittelfeld), Fussballtrainer und Teammanager. Er wurde als Trainer des FC Aarau im Oktober 2006 eingesetzt, nachdem der ehemalige Trainer Urs Schönenberger nach einer Serie von Niederlagen auf Ende Oktober seinen Rücktritt bekannt gab. Auf den Januar 2007 wurde erst Ryszard Komornicki, dann im Mai 2007 Gilbert Gress als neuer Trainer eingesetzt, Zahner hatte bis Ende der Saison 2006/07 als Teammanager noch beratende Funktion.

## Kurzbiographie
Ruedi Zahner schloss in Aarau die Wirtschaftsmittelschule ab, danach studierte er in den USA Sportpsychologie und vollendete noch mehrere Nebenkurse. Er ist Inhaber eines Fitnesscenters in Aarau und betreute seit 1999 die U17-Juniorennationalmannschaft der Schweiz in den Sektoren Persönlichkeits- und Teamentwicklung.
Zahner ist in seinem Hobby passionierter Clown und nutzt diese Kenntnisse auch in seinen Aktivitäten als Coach.

## Grösste Erfolge
1982 stieg er als Spieler mit dem FC Aarau in die Nationalliga A auf, gewann 1985 den Schweizer Cup, ebenfalls mit Aarau und wurde als Assistenztrainer schliesslich mit demselben Verein 1993 unter dem damaligen Trainer Rolf Fringer Schweizer Meister.
Seit dem 1. Juni 2006 ist er Teammanager für den FC Aarau, vom 31. Oktober bis Ende 2006 war er Cheftrainer.

## Der FC Aarau in der Saison 2006/07
In der Saison 2006/07 befand sich der FC Aarau zur Winterpause auf dem zehnten und letzten Platz der Axpo Super League. Ob der Verein mit dem neuen, seit 2004 bereits vierten Coach die Wende auf einen Platz "über dem Strich" schaffen würde, schien lange Zeit fragwürdig. Es häuften sich auch kritische Stimmen zum Entscheid der Geschäftsleitung des Vereins, den Coach als Trainer zu verpflichten.
Seit Ende Jahr 2006 zeichnete sich eine neue Entwicklung ab: Ruedi Zahner erhielt keine Erlaubnis vom SFV, den Lehrgang zur UEFA-Pro-Lizenz zu besuchen, um alleine das Traineramt auszuführen. Die UEFA-Pro-Lizenz ist eine Bedingung, um in der Axpo Super League ein Traineramt zu bekleiden. Daher war das Management des FC Aarau auf der Suche nach einem neuen Trainer, der nach Zahners Aussagen "partnerschaftlich" mit ihm zusammen den Club führen soll. Dieser Trainer musste zwingend eine Lizenz haben. Per 3. Januar 2007 wurde dazu Ryszard Komornicki, langjähriger Internationaler und früherer Spieler des FC Aarau nominiert. Offiziell galt bis 14. Mai 2007 Komornicki als neuer Trainer des Clubs, Ruedi Zahner hatte ihn dabei in seiner Funktion als Teammanager in seiner Arbeit beraten. Seit 14. Mai ist Gilbert Gress neuer Trainer.
Gress hatte es geschafft, mit den letzten drei Liga- und zwei Barrage-Spielen den FC Aarau für die neue Saison weiterhin höchstklassig zu erhalten. Zahner selbst wird aber in der neuen Saison 2007/-08 wohl nicht mehr als Sportchef fungieren. Noch am 3. Juni, nach dem wichtigen Heimsieg gegen den AC Bellinzona, deutete er an, dass er gehen werde.

## Sportcoaching
Zahner war nebenbei Sportcoach und hat ein eigenes System namens "Repowering" entwickelt, um verlorene Energien mittels Yoga wiederzuerlangen. Mit der Methode bekam er vom SFV 1991 die Chance, die damalige U16-Juniorennationalmannschaft zu unterstützen. Mittlerweile bietet Ruedi Zahner seine Dienste öffentlich an.

## Stationen als Spieler
| - 1981–1982: FC Aarau, Nationalliga B und Nationalliga A - 1982–1983: FC Zürich, Nationalliga A - 1983–1984: FC Basel, Nationalliga A - 1984–1986: FC Aarau, Nationalliga A |

## Stationen als Trainer
| - 1992–1993: FC Aarau, Nationalliga A, Assistenztrainer von Rolf Fringer - 10/2006–12/2006: FC Aarau, Axpo Super League, Cheftrainer |